# ボグダン・フメリニツキー勲章 (ソビエト連邦)
ボグダン・フメリニツキー勲章（ボグダン・フメリニツキーくんしょう、ロシア語: Орден Богдана Хмельницкого）は、コサック国家の首領ボグダン・フメリニツキーの名を冠したソビエト連邦の勲章。第二次世界大戦中の1943年10月10日、ソビエト連邦最高会議幹部会の決定により制定された。この勲章は、ソ連の崩壊後に廃止されたが、1995年5月3日、ウクライナにおいて、大祖国戦争勝利50周年を記念し、レオニード・クチマ大統領により復活された。

## 等級
ニキータ・フルシチョフ中将、ソビエト映画監督オレクサンドル・ドヴジェンコ、そして詩人ムィコラ・バジャンが、今章の制定案を主導した。この勲章は、まず第一にソビエト連邦軍の軍人、その多くはソ連領の解放に道を開く作戦行動で特別な義務を負うウクライナ戦線の隊員を表彰するために創られた（1943年10月20日、彼ら3人はウクライナ戦線に復職した）。ボグダン・フメリニツキー勲章は、1等、2等、3等の、3種の等級に別けられる。アレクセイ・ダニーロフ将軍が、1等ボグダン・フメリニツキー勲章の最初の受章者となった。
1等勲章は、地域・都市の解放へ導いた作戦行動において、卓越した指揮能力を発揮し、敵に多大な損害を与えた戦線及び軍司令官に対して授与された。総計323人が1等ボグダン・フメリニツキー勲章を受章した。
この勲章を受章した著名な人物には、セルゲイ・ビリュゾフ、キリル・モスカレンコ、マトヴェイ・ザハロフ、ピョートル・コシェヴォーイ他を含む、後のソ連邦元帥がいた。
2等勲章は、敵防衛線を突破、あるいは敵後方における襲撃で功績のあった軍団・師団・連隊・大隊の指揮官に対して授与された。おおよそ2400人が2等ボグダン・フメリニツキー勲章を受章した。
3等勲章は、傑出した勇気と機知に富む指揮により戦闘に勝利した赤軍及びパルチザン部隊の将校、パルチザン指揮官、軍曹、伍長、および兵卒に対して授与された。おおよそ5700人が3等ボグダン・フメリニツキー勲章を受章した。最も多く受章した者は、ウクライナ戦線で戦った赤軍兵士およびウクライナ・パルチザンであった。
| 1等  | 2等 | 3等 |
| ---- | --- | --- |
|      |     |     |
| 略綬 |     |     |
|      |     |     |

ソビエト連邦の崩壊により、この勲章は廃止された。1995年、ウクライナは第二次世界大戦終結50周年を記念して、同名の「ボフダン・フメリニツキー勲章」を制定した。